# Ліга Декмеєре
Ліга Декмеєре (нар. 21 травня 1983) — колишня латвійська тенісистка.
Здобула 19 парних титулів туру ITF, один парний титул туру WTA.
Найвищу одиночну позицію рейтингу WTA — 287 місце досягнула 26 серпня 2002, парну — 54 місце — 5 квітня 2010 року.
В Кубку Федерації рахунок перемог-поразок становить 14–16.

## Фінали турнірів WTA

### Парний розряд (1–6)
| Легенда                             |
| ----------------------------------- |
| Турніри Великого шолома (0–0)       |
| Турніри WTA Tour (0–0)              |
| WTA Elite Trophy (1–0)              |
| Premier Mandatory & Premier 5 (0–0) |
| Premier (0–1)                       |
| International (1–5)                 |

| Фінали за покриттям |
| ------------------- |
| Тверде (0–4)        |
| Ґрунт (1–1)         |
| Трава (0–1)         |
| Килим (0–0)         |

| Результат | Ранг | Дата             | Турнір                                                                                 | Покриття   | Партнер             | Опоненти                          | Рахунок               |
| --------- | ---- | ---------------- | -------------------------------------------------------------------------------------- | ---------- | ------------------- | --------------------------------- | --------------------- |
| Поразка   | 1.   | 6 листопада 2005 | Tournoi de Québec, Quebec City, Канада                                                 | Тверде (i) | Ешлі Гарклроуд      | Анастасія Родіонова Олена Весніна | 6–7(4–7), 6–4, 6–2    |
| Поразка   | 2.   | 13 січня 2006    | Richard Luton Properties Canberra International, Австралія                             | Тверде     | Клер Каррен         | Марта Домаховська Роберта Вінчі   | 7–6(7–5), 6–3         |
| Перемога  | 1.   | 17 лютого 2008   | Cachantún Cup, Viña del Mar, Чилі                                                      | Ґрунт      | Аліція Росольська   | Марія Коритцева Юлія Шруфф        | 7–5, 6–3              |
| Поразка   | 3.   | 20 червня 2008   | Rosmalen Grass Court Championships, 's-Hertogenbosch, Нідерландські Антильські острови | Трава      | Анджелік Кербер     | Марина Еракович Міхаелла Крайчек  | 6–3, 6–2              |
| Поразка   | 4.   | 19 квітня 2009   | Volvo Car Open, Чарлстон, США                                                          | Ґрунт      | Патті Шнідер        | Бетані Маттек-Сендс Надія Петрова | 6–7(5–7), 6–2, [11–9] |
| Поразка   | 5.   | 15 січня 2011    | Moorilla Hobart International, Австралія                                               | Тверде     | Катерина Бондаренко | Сара Еррані Роберта Вінчі         | 6–3, 7–5              |
| Поразка   | 6.   | 25 серпня 2012   | Texas Tennis Open, Даллас, США                                                         | Тверде     | Ірина Фалконі       | Марина Еракович Гезер Вотсон      | 6–3, 6–0              |

## Фінали ITF (19–11)

### Одиночний розряд (0–1)
| Легенда          |
| ---------------- |
| Турніри $100,000 |
| Турніри $75,000  |
| Турніри $50,000  |
| Турніри $25,000  |
| Турніри $10,000  |

| Фінали за покриттям |
| ------------------- |
| Тверде (0–0)        |
| Ґрунт (0–1)         |
| Трава (0–0)         |
| Килим (0–0)         |

| Результат | Ранг | Дата          | Турнір                       | Покриття | Опонент     | Рахунок  |
| --------- | ---- | ------------- | ---------------------------- | -------- | ----------- | -------- |
| Поразка   | 1.   | 4 жовтня 2010 | Вільямсбург (Вірджинія), США | Ґрунт    | Лорен Девіс | 0–6, 0–6 |

### Парний розряд (19–10)
| Легенда          |
| ---------------- |
| Турніри $100,000 |
| Турніри $75,000  |
| Турніри $50,000  |
| Турніри $25,000  |
| Турніри $10,000  |

| Фінали за покриттям |
| ------------------- |
| Тверде (9–8)        |
| Ґрунт (10–2)        |
| Трава (0–0)         |
| Килим (0–0)         |

| Результат | Ранг | Дата              | Турнір                                  | Покриття   | Партнер               | Опоненти                              | Рахунок            |
| --------- | ---- | ----------------- | --------------------------------------- | ---------- | --------------------- | ------------------------------------- | ------------------ |
| Перемога  | 1.   | 12 липня 1999     | Брюссельський столичний регіон, Бельгія | Ґрунт      | Liudmila Nikoyan      | Сеголен Бергер Victoria Courmes       | 6–7(6–8), 6–3, 6–3 |
| Перемога  | 2.   | 8 липня 2001      | Періге, Франція                         | Ґрунт      | Маргіт Рйтель         | Кільдін Шевальє Daniela Olivera       | 6–4, 6–1           |
| Перемога  | 3.   | 29 липня 2001     | Касабланка, Марокко                     | Ґрунт      | Irina Kornienko       | Chiaki Nakajima Ayako Suzuki          | 6–1, 6–4           |
| Перемога  | 4.   | 11 листопада 2001 | Гавр, Франція                           | Ґрунт      | Марія Кондратьєва     | Daniela Olivera Natacha Randriantefy  | 6–4, 6–3           |
| Перемога  | 5.   | 19 листопада 2001 | Довіль (Кальвадос), Франція             | Ґрунт      | Maria Kondratieva     | Yvonne Doyle Eva Erbová               | 6–1, 7–6(9–7)      |
| Поразка   | 1.   | 15 жовтня 2002    | Саутгемптон, Велика Британія            | Тверде (i) | Yvonne Doyle          | Аманда Гопманс Драгана Зарич          | 2–6, 1–6           |
| Перемога  | 6.   | 6 травня 2003     | Фукуока, Японія                         | Ґрунт      | Міягі Нана            | Обата Саорі Фудзівара Ріка            | 6–2, 2–6, 6–4      |
| Перемога  | 7.   | 12 жовтня 2003    | Жуе-ле-Тур, Франція                     | Тверде (i) | Б'янка Ламаде         | Леслі Буткевіч Кароліне Мас           | 6–1, 6–2           |
| Перемога  | 8.   | 22 березня 2004   | Афіни, Греція                           | Тверде     | Мартіна Мюллер        | Жофія Губачі Кіра Надь                | 6–2, 1–6, 6–4      |
| Перемога  | 9.   | 23 травня 2004    | Пекін, КНР                              | Тверде     | Іпек Шенолу           | Rui Du Лю Наньнань                    | 4–6, 6–4, 7–6(7–1) |
| Перемога  | 10.  | 30 травня 2004    | Tongliao, КНР                           | Тверде     | Іпек Шенолу           | Анна Бастрікова Ніна Братчикова       | 7–5, 7–6(7–5)      |
| Поразка   | 2.   | 13 червня 2004    | Пекін, КНР                              | Тверде (i) | Іпек Шенолу           | Чжуан Цзяжун Вінне Пракуся            | 3–6, 1–6           |
| Поразка   | 3.   | 26 вересня 2004   | Туніка (Міссісіпі), США                 | Ґрунт      | Natallia Dziamidzenka | Лужанська Тетяна Анета Сукап          | 2–6, 1–6           |
| Перемога  | 11.  | 3 жовтня 2004     | Пелам (Алабама), США                    | Ґрунт      | Natallia Dziamidzenka | Sarah Riske Aleke Tsoubanos           | 6–3, 6–1           |
| Перемога  | 12.  | 16 листопада 2004 | Тусон (Аризона), США                    | Тверде     | Владіміра Угліржова   | Krysty Marcio Jessica Nguyen          | 6–4, 6–4           |
| Перемога  | 13.  | 30 листопада 2004 | Палм-Біч-Ґарденс, США                   | Ґрунт      | Nana Smith            | Келлі Маккейн Kaysie Smashey          | 6–3, 6–2           |
| Перемога  | 14.  | 12 червня 2005    | Marseille, Франція                      | Ґрунт      | Каролін Денін         | Марія Фернанда Алвеш Марі-Ев Пеллетьє | 6–2, 1–6, 6–2      |
| Поразка   | 4.   | 21 травня 2006    | Хошимін, В'єтнам                        | Тверде     | Труді Мусгрейв        | Chuang Chia-jung Напапорн Тонгсалі    | 6–4, 1–6, 0–6      |
| Поразка   | 5.   | 23 травня 2006    | Пекін, КНР                              | Тверде (i) | Ніна Братчикова       | Chuang Chia-jung Тамарін Танасугарн   | 6–4, 2–6, 3–6      |
| Поразка   | 6.   | 9 червня 2006     | Простейов, Чехія                        | Ґрунт      | Аліція Росольська     | Ярміла Вулф Морігамі Акіко            | 3–6, 6–7(3–7)      |
| Перемога  | 15.  | 29 вересня 2006   | Токіо, Японія                           | Тверде     | Такасе Аямі           | Сема Юріка Танака Марі                | 7–6(7–3), 6–3      |
| Перемога  | 16.  | 19 жовтня 2006    | Глазго, Велика Британія                 | Тверде (i) | Вероніка Хвойкова     | Кеті О'Браєн Маргіт Рйтель            | 6–4, 6–3           |
| Поразка   | 7.   | 27 січня 2007     | Вайколоа (Гаваї), США                   | Тверде     | Джулія Дітті          | Наталі Грандін Ракел Атаво            | 0–6, 3–6           |
| Поразка   | 8.   | 20 Mar 2007       | Коацакоалькос, Мексика                  | Тверде     | Story Tweedie-Yates   | Шанелль Схеперс Робін Стівенсон       | 2–6, 2–6           |
| Поразка   | 9.   | 17 липня 2007     | Бостон, США                             | Тверде     | Іпек Шенолу           | Мелінда Цінк Наталі Грандін           | 1–6, 3–6           |
| Поразка   | 10.  | 18 вересня 2007   | Альбукерке, США                         | Тверде     | Варвара Лепченко      | Мелінда Цінк · Анджела Гейнс          | 5–7, 4–6           |
| Перемога  | 17.  | 28 вересня 2008   | Ешленд (Кентуккі), США                  | Тверде     | Єлена Панджич         | Джулія Дітті Карлі Галліксон          | 6–3, 3–6, [10–8]   |
| Перемога  | 18.  | 13 березня 2011   | Клірвотер, США                          | Тверде     | Kimberly Couts        | Гейді Ель Табах Аріна Родіонова       | 6–1, 6–4           |
| Перемога  | 19.  | 2 квітня 2011     | Пелам (Алабама), США                    | Ґрунт      | Марі-Ев Пеллетьє      | Kimberly Couts Heidi El Tabakh        | 2–6, 6–4, [12–10]  |

## Досягнення в парному розряді
| Турнір                                 | 2005 | 2006 | 2007 | 2008 | 2009 | 2010 | 2011 | 2012 | 2013 | 2014 | П–П   |
| -------------------------------------- | ---- | ---- | ---- | ---- | ---- | ---- | ---- | ---- | ---- | ---- | ----- |
| Відкритий чемпіонат Австралії з тенісу | 2р   | 1р   |      |      | 1р   | 2р   | 2р   | 1р   | 1р   | 1р   | 3–8   |
| Відкритий чемпіонат Франції з тенісу   |      | 2р   |      |      | 1р   |      | 2р   | 3р   | 2р   |      | 5–5   |
| Вімблдонський турнір                   |      | 1р   |      |      | 1р   | 1р   |      | 2р   | 1р   |      | 1–5   |
| Відкритий чемпіонат США з тенісу       | 1р   | 1р   | 1р   | 2р   | 2р   | 1р   | 2р   | 2р   | 2р   |      | 5–9   |
| Перемоги-Поразки                       | 1–2  | 1–4  | 0–1  | 1–1  | 1–4  | 1–3  | 3–3  | 4–4  | 2–4  | 0–1  | 14–27 |